# Joachim Boldsen

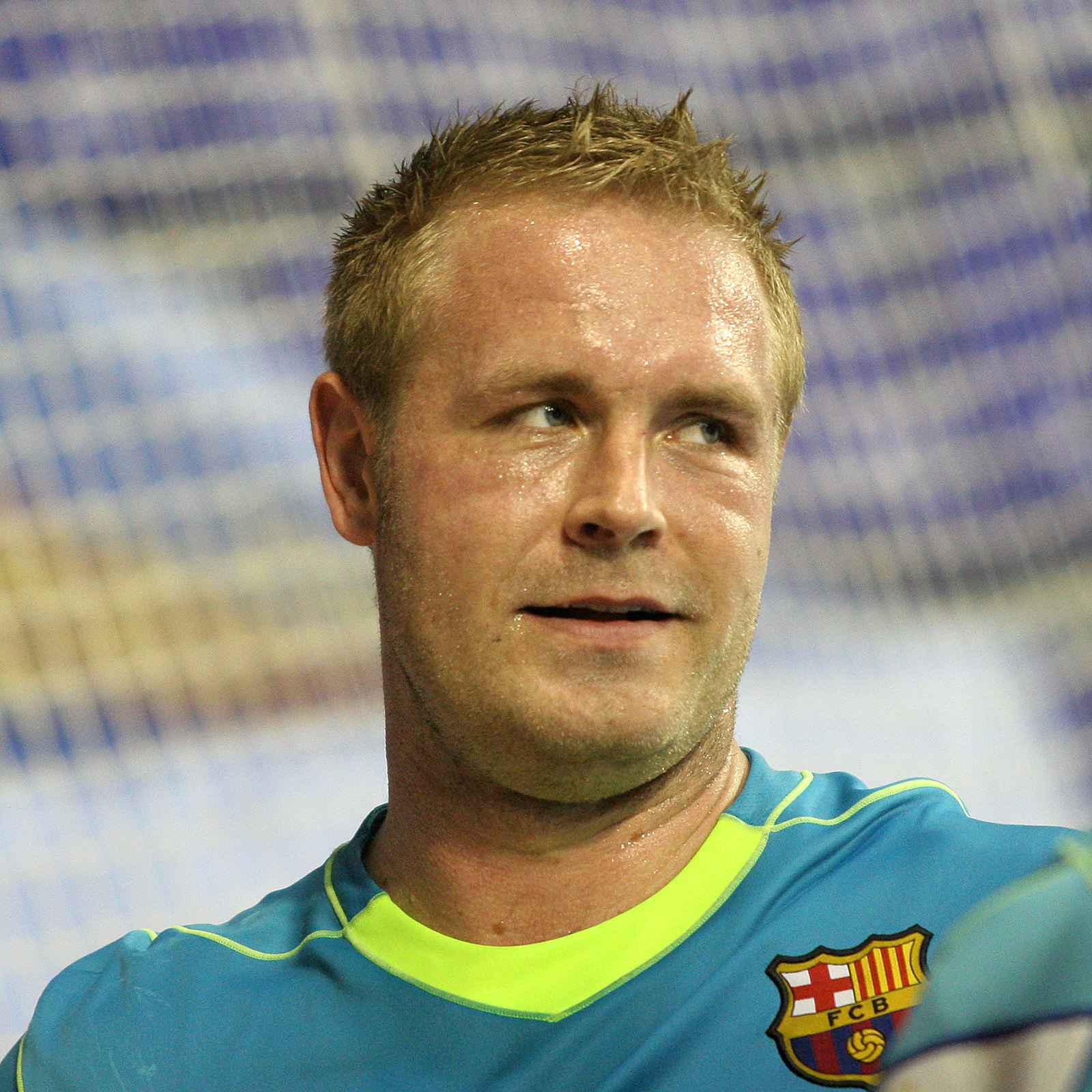
Joachim Boldsen

Joachim Boldsen (nascut el 30 d'abril de 1978) és un jugador d'handbol danès. Boldsen juga pel F.C.Barcelona a la Lliga ASOBAL
Fou campió d'Europa d'Handbol el 2008 en guanyar el Campionat Europeu amb l'equip d'handbol danès.
Ha anunciat que la temporada vinent tornarà a jugar la lliga del seu país.